# Чёрное Озеро (Аскинский район)
Чёрное Озеро (баш. Ҡаракүл) — деревня в Аскинском районе Республики Башкортостан России. Входит в состав Евбулякского сельсовета.

## География

### Географическое положение
Расстояние до:
- районного центра (Аскино): 11 км,
- центра сельсовета (Евбуляк): 8 км,
- ближайшей железнодорожной станции (Куеда): 122 км.

## Население
| 2002 | 2009 | 2010 |
| ---- | ---- | ---- |
| 52   | ↘48  | ↘36  |